# Internationale Militärorganisation Buchenwald
Die Internationale Militärorganisation (IMO) von Häftlingen im Konzentrationslager Buchenwald, die Ende 1943 gebildet wurde, war der bewaffnete Arm des  Internationalen Lagerkomitees (ILK) in Buchenwald. Sie bestand aus elf nationalen Einsatzgruppen und verfügte über Waffen, die zum Schutz bei drohender Vernichtung des Lagers eingesetzt werden sollten. Die Leitung hatten die deutschen Kommunisten Heinrich Studer und Otto Roth. Die IMO übernahm die Selbstverwaltung des KL Buchenwald nach der Aufgabe durch die SS bis zur Befreiung durch die amerikanische Armee am 11. April 1945.